# Хулга
Хулга — река в Берёзовском районе Ханты-Мансийского автономного округа России.

## География
Река Хулга стекает с Приполярного Урала. Согласно устаревшим данным, река Хулга образуется слиянием рек Хоймадъю и Грубею. Однако, по современным представлениям, река Хулга включает в себя реку Грубею.
Хулга течёт в южном направлении. Слиянием с рекой Щекурья образует реку Ляпин в 151 км от её устья. Длина реки составляет 253 км, площадь водосборного бассейна — 13 100 км². По данным наблюдений с 1966 по 1990 год среднегодовой расход воды в районе деревни Ясунт (12 км от устья) составляет 103,9 м³/с.

## Притоки
(указано расстояние от устья)
- 3 км: Пусюмъя
- 11 км: Манья
- 19 км: Пупую
- 58 км: Важкартуйшор
- 62 км: Хальмеръю
- 75 км: Нияю
- 90 км: Малая Хосая
- 97 км: Поскашор
- 100 км: Роштаягъёль
- 104 км: Большая Хосая
- 109 км: Большая Ягъёль
- 111 км: Малая Ягъёль
- 128 км: Неркаю
- 136 км: Енготаю
- 155 км: Балбанъю
- 159 км: Бадьянюрсоим
- 163 км: река без названия
- 176 км: Нижний Дзёляю
- 182 км: Тыкотлова
- 185 км: Средний Дзёляю
- 205 км: Верхний Дзёляю
- 218 км: Хоймадъю
- 225 км: Хребет-Вож
- 229 км: Пайдывож
- Дженидшор
- Югыдшор

## Данные водного реестра
По данным государственного водного реестра России относится к Нижнеобскому бассейновому округу, водохозяйственный участок реки — Северная Сосьва, речной подбассейн реки — Северная Сосьва. Речной бассейн реки — (Нижняя) Обь от впадения Иртыша.
Код объекта в государственном водном реестре — 15020200112115300025649.